# Algidus marmoratus
Algidus marmoratus är en spindelart som beskrevs av Simon 1898. Algidus marmoratus ingår i släktet Algidus och familjen vargspindlar.
Artens utbredningsområde är Venezuela. Inga underarter finns listade i Catalogue of Life.